# The Housemaid (película de 2010)
The Housemaid (en coreano: 하녀) es una película surcoreana de 2010 dirigida y escrita por Im Sang-soo y producida por Jason Chae. La historia se centra en Eun-yi, interpretada por Jeon Do-yeon, una joven que se ve envuelta en un destructivo triángulo amoroso mientras trabaja como criada de una familia de clase alta. Otros miembros del reparto incluyen a Lee Jung-jae, Seo Woo y Youn Yuh-jung. The Housemaid es una adaptación de la película del mismo nombre de Kim Ki-young de 1960. Compitió por la Palma de Oro en el Festival Internacional de Cine de Cannes de 2010 y obtuvo premios y reconocimientos en diversos eventos como los Buil Film Awards, los Chunsa Film Art Awards, los Korean Film Awards y los Asian Film Awards, entre otros.

## Sinopsis
La película comienza con una calle bulliciosa de la ciudad, donde una joven se suicida saltando desde la cornisa de un edificio. Eun-yi, que trabaja como empleada en un restaurante, convence a su compañero de trabajo y de habitación para que la lleve a la escena del suicidio, y ella se allí, angustiada observando el contorno de tiza donde el cuerpo de la mujer había yacido. A la mañana siguiente, una mujer mayor llamada Byeong-sik visita su pequeño apartamento y más tarde expresa su interés por darle un trabajo.
Eun-yi es contratada como criada por Hae-ra y su rico esposo Hoon. La principal tarea de Eun-yi es vigilar a la joven hija de la pareja, Nami. Eun-yi está ansiosa por conectarse con Nami, quien gradualmente empieza a tener profundos sentimientos por ella. Hoon comienza también a coquetear en secreto con Eun-yi, y eventualmente comienzan una relación secreta. A pesar de sus aventuras, Eun-yi sigue siendo cálida y amistosa con la inocente esposa de Hoon, Hae-ra; incluso expresa su entusiasmo y placer por el progreso de su embarazo. Con el paso del tiempo, este triángulo amoroso se convertirá en una pesadilla tanto para la familia como para Eun-yi.

## Reparto

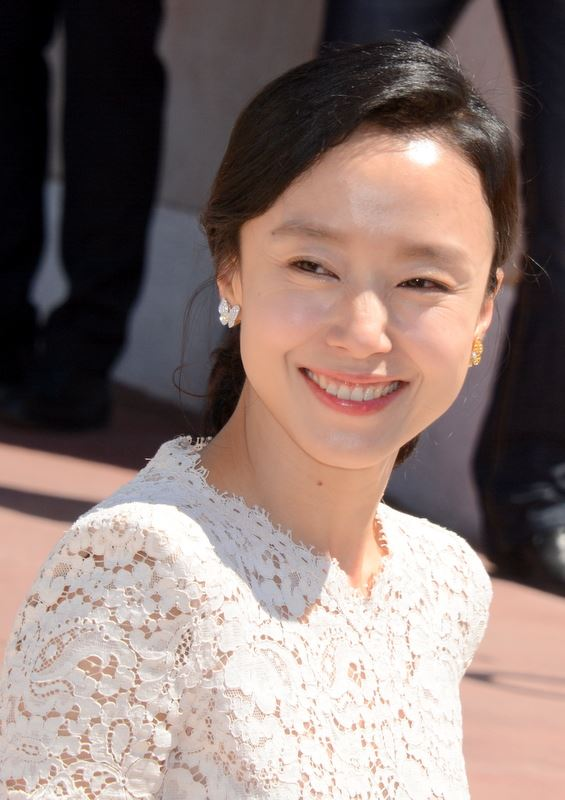
La actriz Jeon Do-yeon interpretó el papel principal en The Housemaid

- Jeon Do-yeon es Eun-yi
- Lee Jung-jae es Hoon
- Seo Woo es Hae-ra
- Youn Yuh-jung es Byeong-sik
- Ahn Seo-hyun es Nami
- Park Ji-young es Mi-hee
- Moon So-ri es la obstetra

## Recepción
Después de la proyección del filme en el Festival de Cannes, Maggie Lee de The Hollywood Reporter calificó la película como "una telenovela ardiente cuya sátira en la alta sociedad es a veces tan salvaje como La Cérémonie de Claude Chabrol". Sin embargo, Lee también afirmó que la película tiene varios defectos prominentes: "el desarrollo de la trama es evidentemente melodramático... incluso con la actuación calibrada de Jeon, la caracterización de Eun-yi es problemática... La ausencia de motivación de su comportamiento no convence realmente". Lee Hyo-won del Korea Times elogió la cinta, afirmando que Im "trae una película sensual que palpita con intriga, personajes vivos y un melodrama finamente elaborado". En 2014 entró en la lista de la revista Time de las "12 mejores películas de venganza femenina", afirmando: "la sombría y reluciente The Housemaid sostiene un sedoso hilo de tensión apretando alrededor del interés del espectador, hasta la venganza cortante que Eun-yi toma contra sus torturadores".
El portal especializado Rotten Tomatoes le dio un 69% de aprobación basada en 70 críticas, con una calificación promedio de 6.74 sobre 10. En Metacritic, la película tiene un promedio ponderado de 68 sobre 100 basado en 21 críticas, indicando "reseñas generalmente favorables".